# Ama (Aichi)
Ama (あま市) ou Ama-Shi, é uma cidade localizada na província de Aichi, Japão.  Em maio de 2015, a cidade tinha uma estimativa de população de 86.876 e uma densidade populacional de 3160 pessoas por km². A área total era 27.49 quilômetros quadrados.